# أرييل مارتينيز (لاعب كرة قدم)
أرييل مارتينيز (بالإسبانية: Ariel Martínez)‏ (10 يناير 1994 بسانتياغو في تشيلي - ) هو لاعب كرة قدم تشيلي في مركز الهجوم. لعب مع كولو-كولو ونادي كوكيمبو أونيدو وColo-Colo B ‏.

## وصلات خارجية
- أرييل مارتينيز على موقع قاعدة بيانات كرة القدم.إي يو (الإنجليزية)
- أرييل مارتينيز على موقع Soccerway.com (الإنجليزية)
- أرييل مارتينيز على موقع AS.com (الإسبانية)